# 徐德民 (院士)
徐德民（1937年11月7日—），陕西三原人，兵器科学与技术和水下无人航行技术专家，中国工程院院士，西北工业大学航海学院教授。

## 生平
1961年，于西北工业大学毕业。1964年，毕业于西北工业大学硕士。1987—1988年美国密歇根大学访问学者。曾任西北工业大学副校长、研究生院院长，国务院学位委员会学科评议组成员，总装备部水中兵器专业组专家，香港学术评审局成员。现任西北工业大学教授、水下航行器研究所所长，水下信息与控制国家科技重点实验室学术委员会主任。